# Frauenfeld
Pour le naturaliste autrichien, voir Georg von Frauenfeld.
Frauenfeld est une commune et le chef-lieu du canton de Thurgovie.

## Géographie

### Situation

Photo aérienne prise à 800 m par Walter Mittelholzer (1929).

La commune de Frauenfeld s'étend sur 27,37 km2. Lors du relevé de 2013-2018, les surfaces d'habitations et d'infrastructures représentaient 32,0 % de sa superficie, les surfaces agricoles 41,4 %, les surfaces boisées 24,6 % et les surfaces improductives 2,2 %.
Située à la périphérie du canton, en pleine campagne, la ville de Frauenfeld en est pourtant le chef-lieu. La ville est située sur la rivière Murg, un affluent de la Thur.

### Transports
- Ligne ferroviaire CFF Zurich – Romanshorn
- Ligne ferroviaire à voie étroite Frauenfeld-Wil
- Autoroute A7 Winterthour – Kreuzlingen

## Histoire

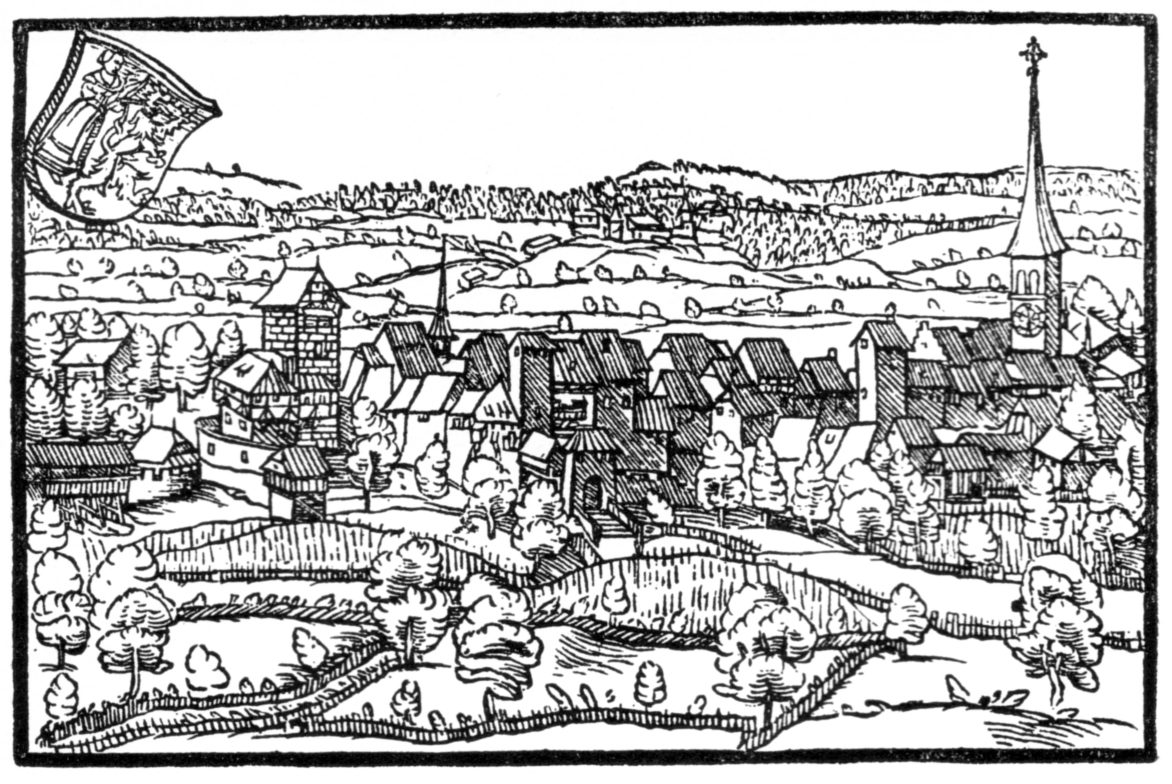
Gravure de Johannes Stumpf (1548).

Un donjon, construit par les comtes de Kybourg à l'emplacement actuel de Frauenfeld, est cité pour la première fois en 1246. Les comtes aménagèrent une modeste ville fortifiée. À l’extinction de la lignée des Kybourg, la ville revint aux Habsbourg.
En 2016, la « società di Frauenfeld », dépendant de la 'Ndrangheta (mafia calabraise), est interceptée par l'Office fédéral de la police.

## Politique
Frauenfeld est dotée d'un exécutif (Stadtrat) de cinq membres et d'un législatif (Gemeinderat) de quarante membres, élus pour une durée de quatre ans. Les membres de l'exécutif sont élus selon le système majorité et ceux du législatif selon le système proportionnel. Les neuf membres de la Commission d'examen des comptes (Rechnungsprüfungskommission) sont également élus au suffrage universel, selon le système majoritaire.

## Population et société

### Démographie

#### Population
Frauenfeld compte 26 747 habitants fin 2023. Sa densité de population atteint 977 hab./km2.

#### Pyramide des âges
En 2023, le taux de personnes de moins de 30 ans s'élève à 32,1 %, au-dessus de la valeur cantonale (31,3 %). Le taux de personnes de plus de 60 ans est quant à lui de 26,1 %, alors qu'il est de 26,3 % au niveau cantonal.
La même année, la commune compte 13 220 hommes pour 13 527 femmes, soit un taux de 49,4 % d'hommes, inférieur à celui du canton (50,4 %).
| Hommes | Classe d’âge | Femmes |
| ------ | ------------ | ------ |
| 0,7    | 90 ans ou +  | 1,5    |
| 7,6    | 75 à 89 ans  | 10,0   |
| 15,6   | 60 à 74 ans  | 16,8   |
| 19,3   | 45 à 59 ans  | 19,6   |
| 23,5   | 30 à 44 ans  | 21,2   |
| 18,4   | 15 à 29 ans  | 17,3   |
| 14,7   | - de 14 ans  | 13,7   |

| Hommes | Classe d’âge | Femmes |
| ------ | ------------ | ------ |
| 0,5    | 90 ans ou +  | 1,1    |
| 7,1    | 75 à 89 ans  | 8,9    |
| 17,3   | 60 à 74 ans  | 17,7   |
| 20,9   | 45 à 59 ans  | 21,1   |
| 21,9   | 30 à 44 ans  | 20,8   |
| 16,3   | 15 à 29 ans  | 15,2   |
| 15,9   | - de 14 ans  | 15,1   |

### Éducation
Le Gymnase de Frauenfeld est partenaire du Gymnase d'Yverdon-les-Bains, dans le canton de Vaud, afin de favoriser l'apprentissage de la langue française parmi les étudiants. Les élèves qui sont motivés pour apprendre le français passent en général une année au Gymnase d'Yverdon-les-Bains après quoi la plupart d'entre eux reviennent passer les examens finaux pour la maturité fédérale à Frauenfeld.

### Sports
- FC Frauenfeld
- Hippodrome de Frauenfeld

### Médias
- Thurgauer Zeitung

## Économie
- SIA Abrasives, spécialiste des traitements de surfaces
- Zur Rose, distribution de médicaments
- Sucreries d'Aarberg et de Frauenfeld
- Baumer Group, capteurs et instruments de mesure
- SERTO, fabrication de raccords

## Organisations
- Siège de la Société suisse pour la géothermie

## Culture et patrimoine

### Héraldique
| Blason | Blasonnement : D'argent au lion rampant de gueules, tenu à une chaîne d'or par une femme vêtue au deuxième. |

### Monuments et curiosités

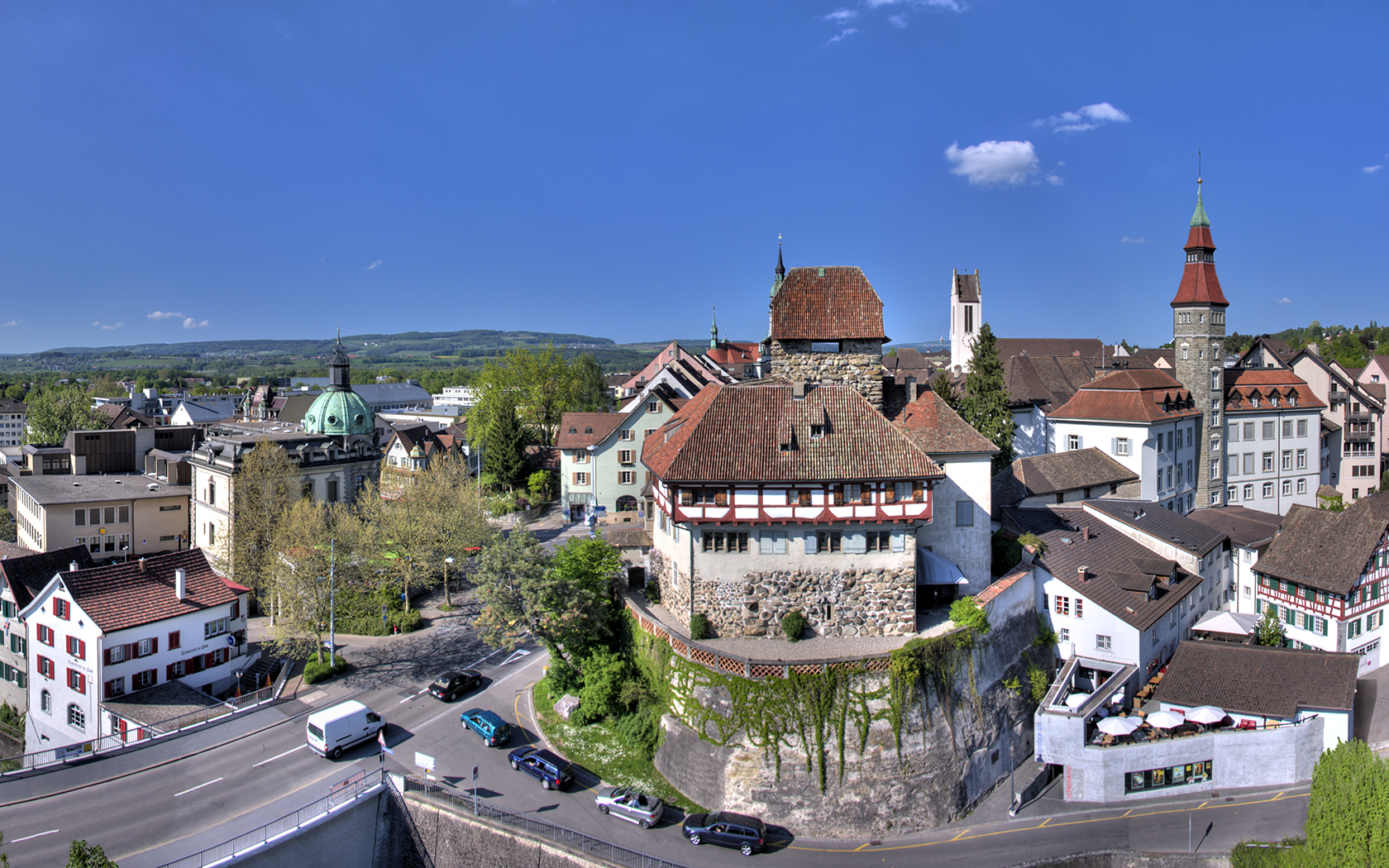
Centre (château, mairie) en 2008.

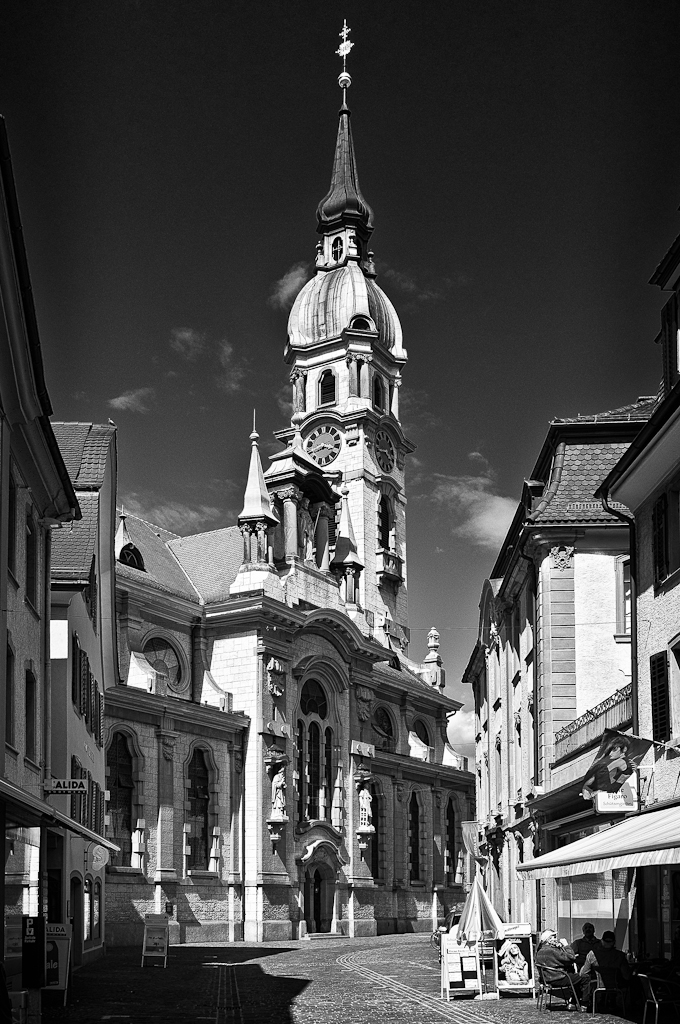
Église catholique Saint-Nicolas.

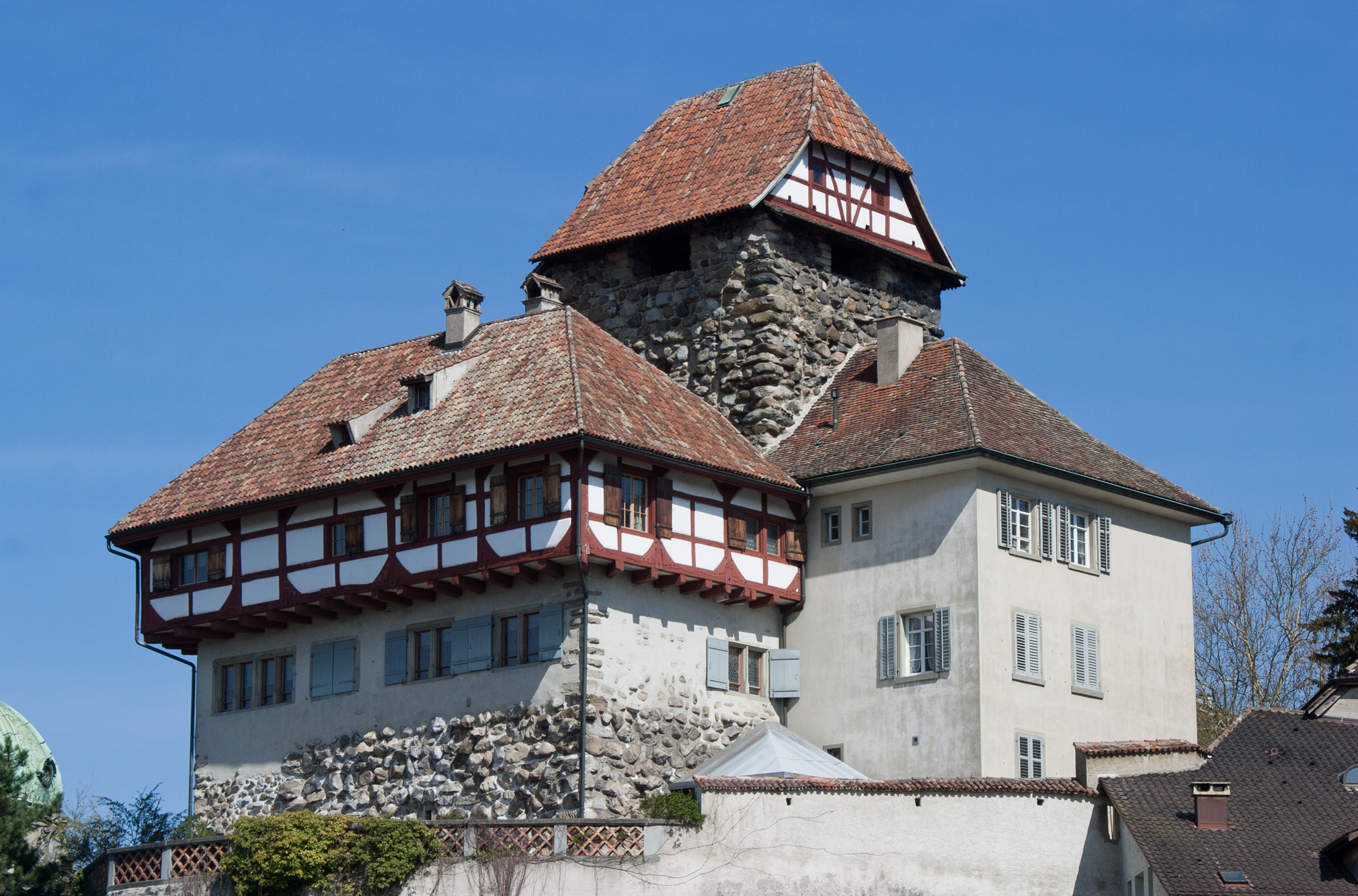
Château de Frauenfeld.

- Château dominant la Murg, construit au XIIIe siècle.
- Église Saint-Nicolas, construite entre 1904 et 1906.
- Église réformée avec vitraux d'Augusto Giacometti.
- Maison à la Lumière (Haus zum Licht), construite en 1598.
- Musée d'archéologie de Thurgovie
- Musée d'histoire naturelle de Thurgovie

### Folklore et manifestations
- Course militaire de Frauenfeld
- Openair Frauenfeld
- Derby Suisse (course hippique de plat)
- Fête fédérale de gymnastique 2007

### Personnalités
- Corinne Hofmann (1960 –), écrivain
- Walter Rudolf Hess (1881 – 1973), médecin, Prix Nobel 1949
- Paul Reutlinger (1953 – 2010), chef d’entreprise
- Pascal Zuberbühler (1971 –), joueur de football
- Rolf Bernhard (1949 –), athlète